# Oliver Cromwell
Oliver Cromwell (Huntingdon, 25 de abril de 1599 – Palácio de Whitehall, 3 de setembro de 1658), foi um militar e líder político inglês e, mais tarde, Lorde Protetor. Nascido no seio da nobreza rural, os primeiros quarenta anos da sua vida são pouco conhecidos. Após passar por uma conversão religiosa na década de 1630, Cromwell tornou-se um puritano independente, assumindo uma posição, no geral, tolerante, face aos protestantes do seu tempo. Um homem intensamente religioso — autodenominado de Moisés puritano — ele acreditava profundamente que Deus era o seu guia nas suas vitórias.
Cromwell foi eleito membro do parlamento pelo círculo eleitoral de Huntingdon em 1628, e por Cambridge, no Pequeno (1640) e Longo Parlamentos (1640–49). Participou na Guerra civil inglesa, ao lado dos Parlamentaristas. Chamado de "Old Ironsides", foi rapidamente promovido da liderança de uma simples tropa de cavalaria para um dos comandantes principais do New Model Army, onde desempenhou um papel de destaque na derrota das forças realistas. Foi um dos signatários da sentença de morte do rei Carlos I em 1649, e, como membro do Rump Parliament (1649–53), dominou a Comunidade da Inglaterra. Foi escolhido para assumir o comando da campanha inglesa na Irlanda durante 1649–50. As suas forças derrotaram a coligação entre os Confederados e os Realistas, e ocuparam o país — terminando, assim, com as Guerras confederadas irlandesas. Durante este período, foram redigidas uma série de Leis Penais contra os católicos romanos (uma minoria significativa na Inglaterra e na Escócia, mas uma grande maioria na Irlanda), e grande parte das suas terras foram confiscadas. Cromwell também liderou uma campanha contra o exército escocês entre 1650 e 1651, liderando os ''Roundheads'' contra os Cavalheiros (Cavaliers), saindo vitorioso principalmente pelo fato do seu exército ter um modelo chamado ''New Model Army'' que tinha uma hierarquia baseada na meritocracia, ou seja, as altas patentes só eram alcançadas por merecimento.
A 20 de abril de 1653, dissolveu o Rump Parliament pela força, instituindo uma assembleia, de curta duração, conhecida como Parlamento Barebone, antes de ser convidado pelos seus pares para liderar como 'Lorde Protetor' da Inglaterra, País de Gales, Escócia e Irlanda, a partir de 16 de dezembro de 1653. Como governante, esteve à frente de uma política exterior muito agressiva e eficaz. Depois da sua morte (por malária) em 1658, foi sepultado na Abadia de Westminster mas, após a tomada do poder pelos monarquistas, em 1660, o seu corpo foi retirado da sepultura, pendurado por correntes e decapitado.

## Família e infância
Oliver Cromwell descendia de Catherine Cromwell (nascida por cerca de 1483), uma irmã mais velha do estadista Tudor Thomas Cromwell. Apesar de ter casado, manteve o seu nome, possivelmente para manter a ligação com o seu tio famoso. Das suas crianças, Richard Cromwell (1500-1544) foi o pai de Henry Cromwell (1524 - 6 de janeiro de 1603). As tendências extravagantes de Henry deixaram os seus herdeiros, incluindo o seu filho Robert Cromwell, Escudeiro (1560-1617) com uma herança que incluía terra mas nenhum dinheiro. Oliver nasceu do casamento de Robert Cromwell com Elizabeth Steward ou Stewart (1564 - 1654) a 25 de abril de 1599.
Oliver nasceu em Huntingdon, no distrito de Huntingdonshire, condado de Cambridgeshire, em Ânglia Oriental. Ele foi um fazendeiro fidalgo, mas teve de vender a sua quinta e terras para pagar as dívidas acumuladas.

## No parlamento
Consta que Cromwell estava a ponto de emigrar para junto de seu tio na Virgínia, como fizeram muitos puritanos, mas que desistiu pouco antes de fazê-lo. Decidiu então, em 1628, concorrer por Huntingdon a uma vaga no parlamento - que seria posto em recesso pelo rei no ano seguinte. O seu discurso inaugural foi a defesa de um democrata radical que tinha argumentado a favor do voto universal num panfleto não autorizado.
Cromwell criou o Ato de navegação. Esta lei obrigou que todo navio que entrasse ou saísse da Inglaterra teria de ser inglês; em consequência desse ato a burguesia enriqueceu.

## Comandante militar
A influência de Cromwell como comandante militar e político durante a Guerra Civil Inglesa alterou dramaticamente o panorama político das ilhas britânicas.
Tendo aderido ao exército sem qualquer experiência militar com a idade de 43 anos, ele recrutou uma unidade de cavalaria e ganhou experiência e vitórias numa sucessão de batalhas na Ânglia Oriental. Promovido a General em comando da cavalaria no exército New Model Army (Exército de Novo Tipo, assim chamado porque não se compunha de mercenários mas de pessoas que acreditavam firmemente em sua causa), ele treinou os seus homens para rapidamente se reagruparem após um ataque, tática usada inicialmente com grande sucesso na batalha de Naseby. Dessa maneira, acabou substituindo o comandante anterior do Exército, o conde de Essex, que certa vez afirmou, durante a Guerra Civil: "Se vencermos o rei cem vezes, ele ainda será o rei; mas, se ele nos derrotar uma única vez, seremos enforcados". Para Cromwell, essa frase tornava inútil todo o trabalho de luta pelos ideais parlamentares e puritanos.
Com o sucesso militar veio o poder político, até que se tornou o líder político do seu tempo.

## Regicídio
A chamada Segunda Guerra Civil Inglesa, que teve início em 1648 após a fuga de Carlos I da prisão, sugeriu a Cromwell que não seria possível obter um compromisso com o rei. Houve tentativas nesse sentido, inclusive com Cromwell se opondo aos que primeiro defenderam a deposição ou execução de Carlos I. Finalmente, o rei foi julgado, condenado à morte e decapitado, em janeiro de 1649.
Costuma-se atribuir a Cromwell a principal responsabilidade pela condenação e morte do monarca, embora ele tenha sido julgado pelo parlamento — ou pelo que restava deste — e houvesse 59 signatários no mandado de execução. Note-se que neste se determinava a execução do "rei de Inglaterra", ao contrário do que aconteceria no julgamento de Luís XVI, rei de França, em 1793, quando o ex-monarca será sempre referido como "Luís Capeto". Conforme observou Cromwell na ocasião, "executaremos o rei com a coroa na cabeça".

## Escócia e Irlanda
As ações de Cromwell tornaram-no muito impopular na Escócia e na Irlanda - que, embora nominalmente independentes, eram efetivamente dominadas por forças inglesas. Em particular, a supressão dos monarquistas na Irlanda em 1649 ainda é recordada entre os irlandeses.
Suas medidas contra os católicos irlandeses são consideradas por alguns historiadores como genocidas ou muito próximas disso. Ver:
- Breton Albert (ed). 1995, Nationalism and Rationality, Cambridge University Press, Chapter Regulating nations and ethnic communities, por Brendam O'Leary and John McGarry p 248. "Oliver Cromwell ofereceu aos católicos irlandeses uma escolha entre o genocídio e a transferência forçada, em massa. Eles podiam ir para o inferno ou para Connaught!'";
- Coogan Tim-Pat, . 2002. The Troubles: Ireland's Ordeal and the Search for Peace. ISBN 978-0-312-29418-2. P. 6: "Os massacres de protestantes por católicos, ocorridos durante as guerras religiosas da década de 1640, foram amplificados, para fins de propaganda, de modo a justificar o subsequente genocídio promovido por Cromwell.";
- Ellis, Peter Berresford. 2002. Eyewitness to Irish History. John Wiley & Sons Inc. ISBN 978-0-471-26633-4. P. 108:: "Foram a justificação para a campanha genocida e a colonização [por ingleses e escoceses protestantes, mediante o confisco de terras dos irlandeses católicos] de Cromwell.";
- Levene Mark, 2005, Genocide in the Age of the Nation-State, I.B.Tauris: London: "A redução da população irlandesa de 1,5 milhão (ou possivelmente 2 milhões) de habitantes, à época do início da Rebelião irlandesa de 1641, para não mais que 850 000, onze anos depois, representa uma catástrofe absolutamente devastadora. Não há dúvida de que a maior parte dessa mortandade ocorreu não pelo massacre direto da população mas pela fome e depois, pela peste bubônica, especialmente pelo surto verificado entre 1649 e 1652. Na Irlanda, Cromwell é profundamente odiado.

Em Drogheda, após a tomada da cidade, o massacre de 3 500 pessoas, incluindo 2 700 soldados monarquistas e todos os cidadãos que portassem armas — incluindo civis, prisioneiros e padres católicos — é uma memória histórica que tem alimentado o conflito entre católicos e protestantes e entre irlandeses e ingleses nos últimos séculos. Cromwell justificou o massacre alegando que os defensores da cidade continuaram a lutar, violando as normas de combate, mesmo depois que as muralhas da cidade foram penetradas.

## Domínio político

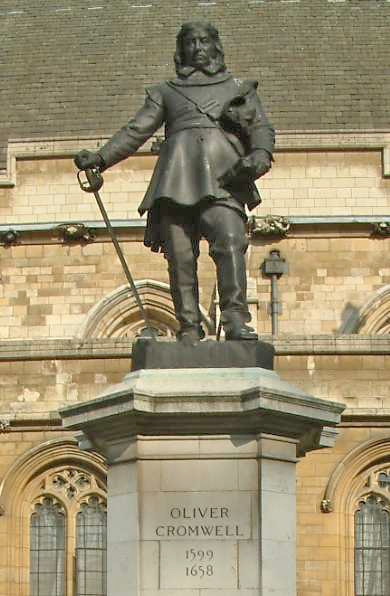
Estátua de Cromwell no Palácio de Westminster, Londres

Na sequência da vitória, a monarquia foi abolida e, entre 1649 e 1653, o país tornou-se uma república (denominada Commonwealth of England), mais de cem anos antes da Revolução Francesa.
Muitas das ações de Cromwell que se seguiram ao fim da guerra civil parecem-nos hoje pouco sábias ou hipócritas.
Uma vez que o rei estava morto, deixou de existir uma causa comum, a unanimidade dissolveu-se e as diferentes facções do parlamento retomaram o combate político. Numa repetição das ações do rei deposto que haviam contribuído para a guerra civil, Cromwell dissolveu o parlamento republicano em 1653 e tomou o controle do Estado, como Lorde Protetor perpétuo.

### Política Externa
A sua política externa levou a um conflito com a República dos Sete Países Baixos, em 1652 , a Primeira Guerra Anglo-Holandesa, que acabou por ser vencida pelo almirante Robert Blake, em 1654, com Cromwell já na função de Lorde Protetor. Em 1655, conquistou o território da Jamaica aos espanhóis, transformando-o no principal espaço colonial inglês no Caribe.

### Restabelecimento da comunidade judaica
Em 1290, os judeus haviam sido expulsos da Inglaterra, por Eduardo I. Cromwell autorizou o restabelecimento da comunidade judaica, acedendo aos pedidos de Menasseh ben Israel (ou Manuel Dias Soeiro), rabino de origem portuguesa, estabelecido em Amesterdão.

## Morte
Em 1658, Cromwell morreu, não se sabe o motivo exato, podendo ser por envenenamento ou de febre, causada pela malária. Seu corpo foi enterrado na capela de Westminster. Ricardo, seu filho, foi seu sucessor, mas não tinha o mesmo carisma do pai.

## Exumação e execução
Em janeiro de 1661, dois anos após sua morte, o corpo de Cromwell, por ordem da Câmara dos Comuns, foi desenterrado, exumado e enforcado. O cadáver passou todo o dia do 12.º aniversário da morte do rei Carlos I pendurado em uma forca em praça pública. Em seguida, sua cabeça foi decapitada e exposta espetada num piquê, enquanto seu corpo decapitado era enterrado sob a forca, em Tyburn (hoje Marble Arch), em Londres.
A cabeça do ex-Lorde Protetor ficou em exposição em uma estaca do lado de fora de Westminster Hall até 1685, quando foi retirada e levada para casa por um soldado da guarda, que desapareceu com ela. A cabeça embalsamada passou de mãos em mãos por séculos, sendo inclusive vendida em 1814 como objeto, até ser finalmente enterrada nos jardins do Sidney Sussex College, em Cambridge, em 1960.

## Cromwell na historiografia
Cromwell é uma das figuras mais controversas na história das ilhas britânicas, considerado como ditador regicida por historiadores como David Hume, tal como citado por David Sharp, mas um herói da liberdade por outros, como Thomas Carlyle e Samuel Rawson Gardiner. Em 2002, numa escolha feita pela BBC no Reino Unido, Cromwell foi eleito um dos dez britânicos mais importantes de todos os tempos. Contudo, as suas medidas contra os católicos na Escócia e Irlanda foram caracterizadas como genocídio ou quase-genocídio, e na Irlanda, o seu histórico é profundamente criticado.

## Títulos nobiliárquicos e tratamentos
- 1599 – 1617: Oliver Cromwell
- 1617 – 1643: Sr. Oliver Cromwell
- 1643 – 1649: (Tratado como militar - pelo posto)
- 1649 – 1658: Sua Alteza, o Lorde Protetor Oliver Cromwell